# Shari Headley
Pour les articles homonymes, voir Headley.
Shari Headley, née le 15 juillet 1964 dans le Queens, New York, États-Unis, est une actrice américaine.

## Biographie
Sans doute surtout connue pour son rôle comme l'agent Mimi Reed Frye Williams dans la série La Force du destin (All My Children) de mai 1991 à avril 1994, avec des réapparitions en février 1995 et de nouveau de juin 2005 jusqu'au  14 octobre 2005. Sans doute aussi pour son rôle en Lisa McDowell, dans la comédie d'Eddie Murphy, Un prince à New York (Coming to America).
Elle a aussi joué Felicia Boudreau dans le feuilleton télévisé Haine et Passion (Guiding Light) de novembre 2001 à mai 2002.
Elle a été mariée à Christopher Martin (mai 1993 - juin 1995). Ils ont eu un enfant, Skyler Martin. Ils sont divorcés.

## Filmographie
- 1986 : Deux flics à Miami (épisode : French Twist) : Cindy
- 1988 : Un prince à New York (Coming to America) : Lisa McDowell
- 1989 : Kojak : Ariana : Trish Van Hogan
- 1990 : Kojak : None So Blind : Trish
- 1990 : Code Quantum (épisode : Pool Hall Blues - September 4, 1954) : Violet Walters
- 1990 : Matlock (épisode : The Cover Girl) : Carla Royce, mannequin
- 1995 : New York Undercover (épisode Brotherhood) : Leanne
- 1996 : Walker, Texas Ranger (épisode Behind the Badge) : Vanessa St. John
- 1996 : Cosby (épisode : No Nudes Is Good Nudes) : modèle nue
- 1996 : La Femme du pasteur (The Preacher's Wife) : Arlene Chattan
- 1997 : A Woman Like That
- 1997 : 413 Hope Street (série télévisée) : Juanita Barnes
- 1998 : La croisière s'amuse, nouvelle vague (série télévisée) (épisode : Smooth Sailing) : Barbara
- 1999 : Frères Wayans : Dawn
- 2001 : Haine et Passion (série télévisée) : Felicia Boudreaux
- 2004 : Les Vacances de la famille Johnson : Jacqueline
- 2004 - 2005 : Amour, Gloire et Beauté (épisodes : 1.4458, 1.4459, 1.4460, 1.4461, 1.4462, 1.4466, 1.4467) : Heather Engle
- 2005 : Veronica Mars (Saison 1 - épisode 13 : Gangsta Rap) : Madame Vanessa Hamilton
- 2005 : La Force du destin (épisodes : 1.9135, 1.9195, 1.9198, 1.9217) : agent Mimi Reed Frye
- 2010 : 10 Things I Hate About You (épisode : 1.15) : Marcheline
- 2013 - : The Haves and the Have Nots : Jennifer Sallison
- 2018 : Chair de poule 2 : Les Fantômes d'Halloween (Goosebumps 2: Haunted Halloween) d'Ari Sandel : Mme Carter
- 2021 : Un prince à New York 2 de Craig Brewer : la reine Lisa